# Mita Bungaku
Mita Bungaku (japanisch 三田文學) ist der Name einer japanischen Literaturzeitschrift, die von Nagai Kafū gegründet und seit 1910 unter der Leitung des Fachbereichs Literatur der Keiō-Universität herausgegeben wird. Obgleich die Herausgabe der Mita Bungaku sieben Mal eingestellt wurde, ist sie doch bis in die Gegenwart hin fortgesetzt worden. Die Mita Bungaku, aus deren Umkreis viele surrealistische Schriftsteller hervorgingen, war der antinaturalistischen Bewegung des Ästhetizismus verpflicht und stand als solche in Opposition zur 1891 gegründeten Zeitschrift Waseda Bungaku.

## Überblick
Die Zeitschrift wurde im Mai 1910, nachdem Ishida Shintarō (1870–1927), der Dekan des Fachbereichs, sich mit dem an der Keiō-Universität lehrenden Mori Ōgai besprochen und mit Ueda Bin beraten hatte mit Nagai Kafū als Chefredakteur ins Leben gerufen. Zu diesem Zeitpunkt war der Fachbereich in die drei Fakultäten Literatur, Philosophie und Geschichtswissenschaften unterteilt. Literatur lehrten Osanai Kaoru, Togawa Shūkotsu, Baba Kochō (1869–1940) und Komiya Toyotaka (1884–1966), Philosophie lehrte Iwamura Tōru (1870–1917), Geschichtswissenschaften Yamaji Aigin (1865–1917), Kōda Shigetomo (1873–1954) und Igi Hisaichi (1883–1970).
Neben Yōjirō Ishizaka, Kyōka Izumi, Hakushū Kitahara, Jun'ichirō Tanizaki, Takitarō Minakami, Kojima Masajirō, und Ayako Sono veröffentlichte vor allem auch Mori Ōgai eine große Zahl von Arbeiten in der Mita Bungaku. Nagai Kafū wiederum hat seit dem Beginn der Herausgabe immer wieder regierungskritische Essays in der Mita Bungaku veröffentlicht. Nachdem Tanizakis Byōfū  (飆風, etwa: „Wirbelwind“) erschienen war, wurde die Mita Bungaku verboten; Nagai Kafū trat zurück und Sawaki Kozue wurde neuer Chefredakteur. Bedingt durch Krankheit des neuen Chefredakteurs wurde die Herausgabe der Mita Bungaku 1925 für eine kurze Zeit eingestellt.
Die zweite Serie von Mita Bungaku erschien von April 1926 bis November 1944 und stellte Hara Tamiki, Ishizaka Yōjirō, Shibata Renzaburō (1917–1978), Okamoto Kanoko und Ibuse Masuji vor. Nach dem Zweiten Weltkrieg erschien das Magazin wieder ab 1946. Es publizierte Beiträge von Endō Shūsaku, Etō Jun, Yasuoka Shōtarō, Matsumoto Seichō, Yoshiyuki Junnosuke, Asari Keita, Hani Susumu und Maruya Saiichi.